# Cipamingkis
Cipamingkis is een bestuurslaag in het regentschap Sukabumi van de provincie West-Java, Indonesië. Cipamingkis telt 3442 inwoners (volkstelling 2010).